# Brigate Giustizia e Libertà
Les Brigades Justice et Liberté (Brigate Giustizia e Libertà) sont des brigades partisanes formées dans le cadre de la Résistance italienne, liées principalement au Parti d'action mais également ouvertes aux combattants d'autres partis du Comité de libération nationale (CLN) ou indépendants, professant un idéal commun laïque et démocratique.
En action, les membres des brigades portaient autour du cou un mouchoir vert de reconnaissance. Coordonnées par un commandement dirigé par Ferruccio Parri, elles constituent les formations de partisans les plus nombreuses après les Brigades Garibaldi, dirigées par les communistes.
Lors du congrès du Partito d'Azione (parti d'action) à Rome en février 1946, Parri cite 24 000 membres réguliers des brigades de montagne et 11 000 des fanfares urbaines. En chiffres relatifs, les BJLs représentent environ 20% du nombre total d'hommes mobilisés dans la Résistance, contre 50% pour les formations à direction communiste . Les Brigades ont subi au total 4 500 victimes,.